# Бузени (Ботошани)
Бузени (рум. Buzeni) насеље је у Румунији у округу Ботошани у општини Балушени. Oпштина се налази на надморској висини од 113 m.

## Становништво
Према подацима из 2002. године у насељу је живело 498 становника, од којих су сви румунске националности.